# Giocattolo
Un giocattolo o balocco è un oggetto usato da un bambino, animali o (più raramente) un adulto nell'attività del gioco.
La tendenza ad usare taluni oggetti come giocattoli è comune a molti animali (prevalentemente per quanto concerne i mammiferi); il giocattolo, come il gioco, svolge infatti una funzione importante nell'apprendimento, da parte dei cuccioli, di conoscenze e abilità che saranno loro necessarie nell'età adulta. Per esempio, i cuccioli di gatto utilizzano un gomitolo di lana come giocattolo ed iniziano a sviluppare abilità che (per lo meno nella vita selvatica) saranno necessarie per la caccia e quindi per la sopravvivenza.
Data la tendenza istintiva dei mammiferi a giocare con gli oggetti, non stupisce che l'uomo, fin dall'antichità, si sia cimentato nella produzione e nel concepimento di oggetti specificatamente pensati a questo scopo. Molti dei giocattoli che sono stati rinvenuti nei siti archeologici sono di tipo "classico", che anche i bambini dell'epoca moderna ancora utilizzano (bambole, soldatini, e così via); l'evoluzione dei giochi, infatti, per lo meno rispetto alla varietà della tipologia, è stata relativamente lenta per gran parte della storia dell'uomo. A partire dagli inizi del XX secolo, in concomitanza con l'impressionante sviluppo tecnico industriale del pianeta, questo stato di cose è mutato radicalmente, con l'introduzione della progettazione e produzione industriale e tecnologica dei giocattoli.
Oggi però, grazie alla fama che nei secoli ha ottenuto il giocattolo, si pratica anche il collezionismo dei giocattoli, un fenomeno che tuttavia non coinvolge i bambini ma spesso interessa gli adulti.

## Descrizione
Un concetto strettamente correlato a "giocattolo" è quello di gioco. Se la differenza è talvolta netta (per esempio nel caso del gioco degli scacchi), in alcuni casi, per distinguere un giocattolo da un gioco, occorre fare riferimento a definizioni più precise di quelle che si usano implicitamente nella maggior parte dei casi. La definizione applicata nella definizione di teoria dei giochi, per esempio, prevede che un gioco sia dotato di uno stato finale (per esempio la "vittoria"); e di conseguenza si definisce in genere un concetto di "partita". Secondo questa particolare definizione, un noto videogioco come SimCity, non avendo alcun concetto di conclusione, dovrebbe forse considerarsi un "giocattolo".
Se invece si intende come caratteristica determinante di un gioco il fatto di avere delle regole, SimCity sarebbe da considerarsi un gioco e per giocattolo si dovrebbe intenderebbe uno strumento che (pur avendo un "uso" inteso in senso lato) si presta a un impiego creativo e libero, in gran parte basato sulla fantasia. In quest'ultimo caso si può facilmente osservare che spesso i giocattoli possono essere usati anche nel contesto di un gioco, aggiungendo regole precise sul loro utilizzo; i soldatini, per esempio, sono giocattoli, ma possono diventare pezzi di un wargame; e la palla, che usano come giocattolo bambini, cani e gatti, è alla base di numerosi giochi con regolamenti anche assai complicati (come il calcio o la pallavolo).

## Storia

### Antichità

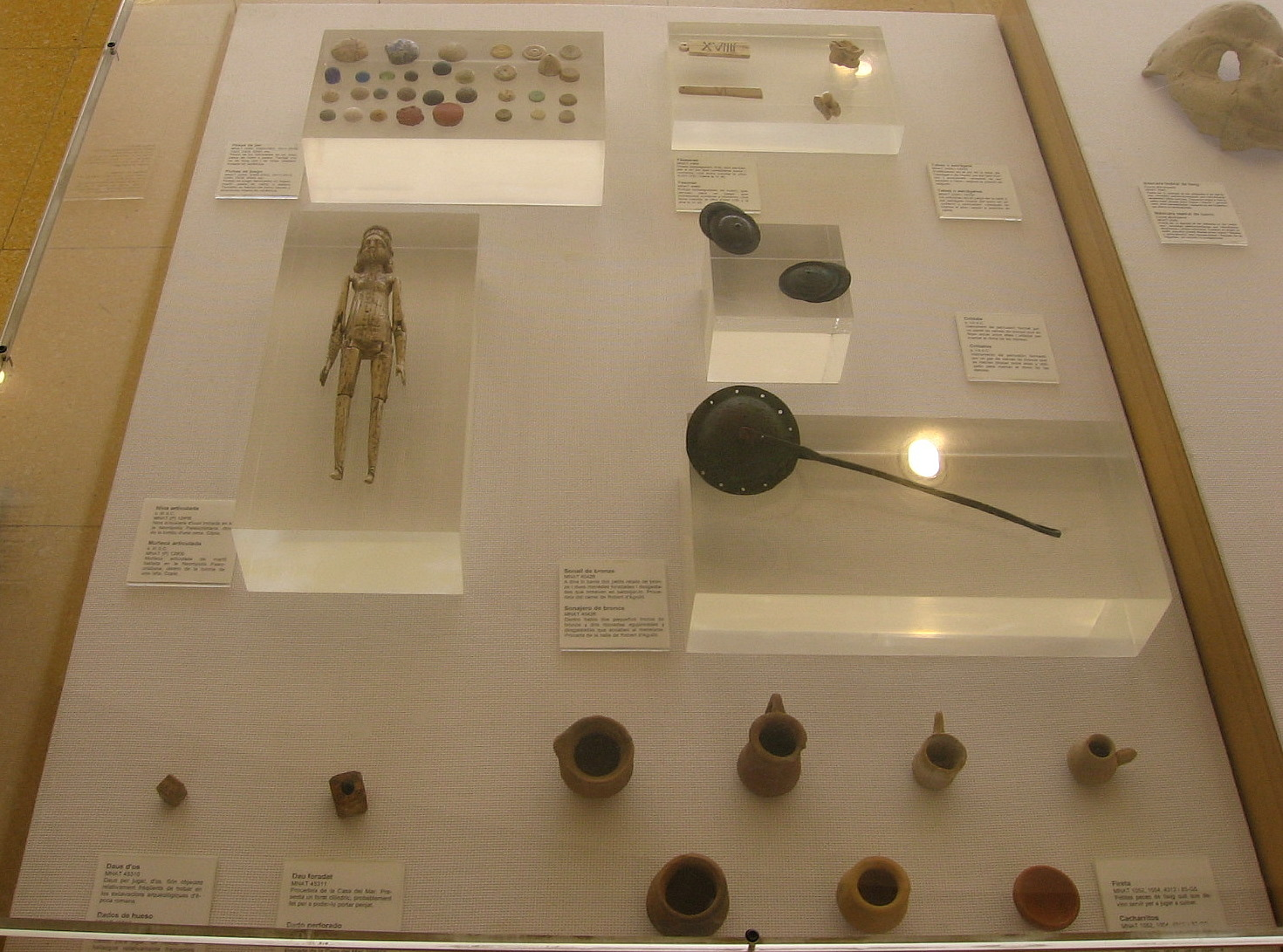
Giocattoli di epoca romana che non sono "passati di moda": bambole, dadi, e stoviglie in miniatura

La storia dei giocattoli segue da vicino lo sviluppo della società umana. I primi giocattoli furono costruiti, come i primi utensili, con pietra, legno, o argilla. Fra gli oggetti ritrovati nei siti archeologici a cui si attribuisce funzione di giocattolo, compaiono soprattutto (ma non solo) rappresentazioni in miniatura di persone (bambole e soldatini), animali, o strumenti usati dagli adulti. Nell'Antico Egitto esistevano bambole fatte di pietra, porcellana o legno, con capelli finti e arti snodabili. Nell'Antica Roma, le bambine giocavano con bambole di cera o terra cotta, e i bambini giocavano con archi e frecce finti.
Anche lo yo-yo, che spesso viene scorrettamente considerato come giocattolo recente, ha origini antichissime; si pensa che i primi, fatti di legno, risalgano almeno alla Cina di 2500 anni fa. Yo-yo di legno, pietra o terracotta sono attestati anche nell'Antica Grecia nel 500 a.C. Gli yo-yo greci erano decorati con immagini di dèi, e il loro abbandono era uno dei passaggi rituali dalla gioventù all'età adulta. Originario della Cina è anche l'aquilone, (molto diffuso intorno all'anno 1000 a.C.).
Nelle Americhe, gli incas avevano un giocattolo simile al cerchio (sebbene non usassero la ruota). Gli Hopi usavano bambole (dette kachina) attribuendo loro un significato spirituale.

### Medioevo europeo
Dato che la maggior parte dei giocattoli durante il medioevo era in argilla, legno o cera, i giocattoli di questo periodo difficilmente resistevano ai secoli, e non è facile trovarne esemplari ancora intatti.
La maggior parte degli storici ritiene che la prima produzione commerciale sia cominciata in Germania, nel XV secolo. La città tedesca di Norimberga si specializzò nella produzione, specialmente nella produzione delle bambole. I tipici giochi tedeschi includevano sonagli e giocattoli con le ruote per i bambini più piccoli. Anche giochi musicali come i flauti erano comuni.
Gli adolescenti giocavano con trottole, di solito grandi e di legno, o di argilla, o con grandi cerchi, sul tipo degli hula hoop. Soldatini, cavalli a dondolo e altri giocattoli d'ispirazione militare, come spade di legno e scudi, erano usati per l'apprendimento degli aspiranti cavalieri.
Bambole con costose vesti erano sovente adoperate dai governanti come doni per altre donne di stirpe regale. Le bambole di pezza, invece, erano prevalenti tra la gente comune.

### I giocattoli moderni

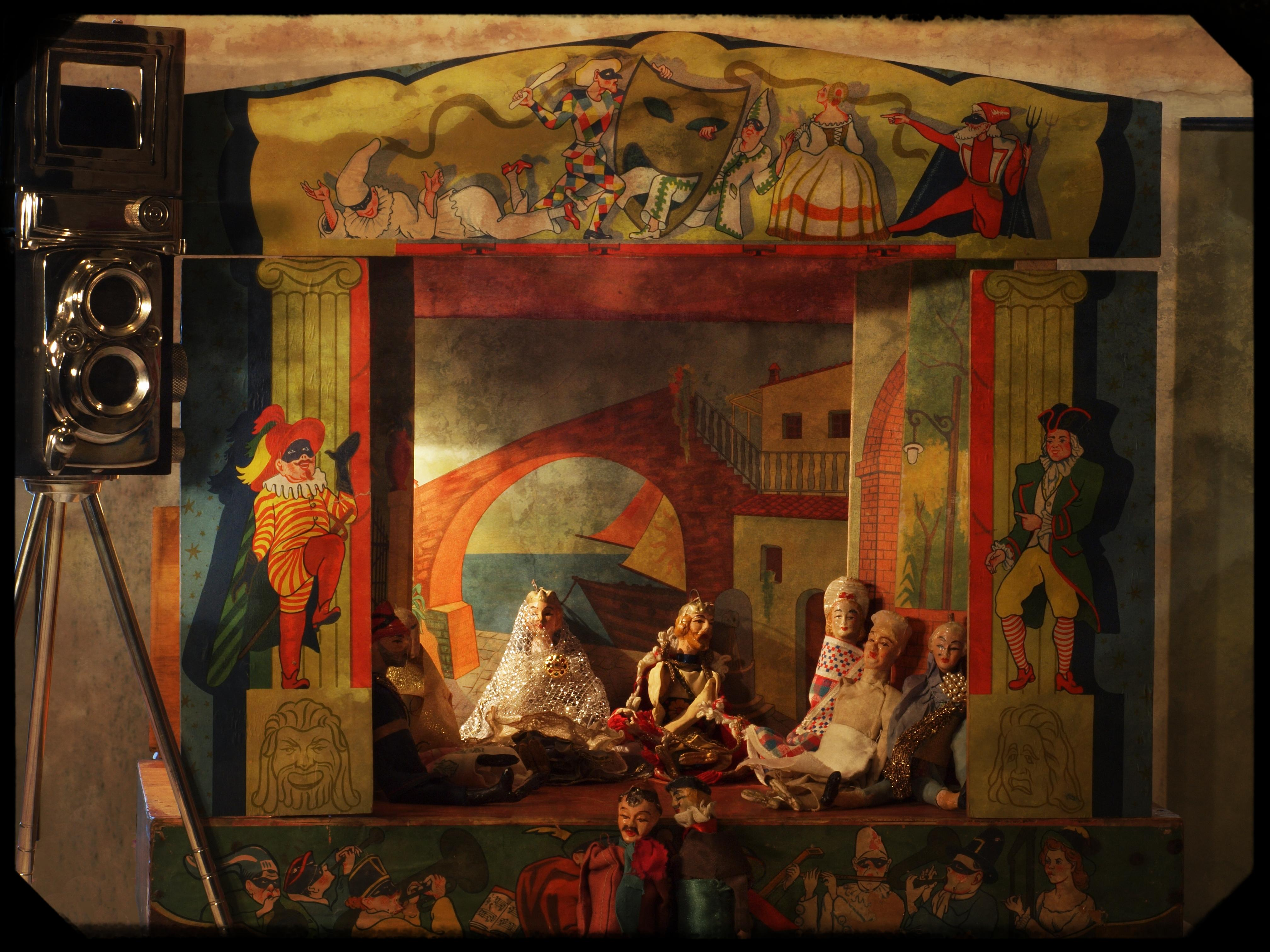
Teatrino delle marionette, anni '50

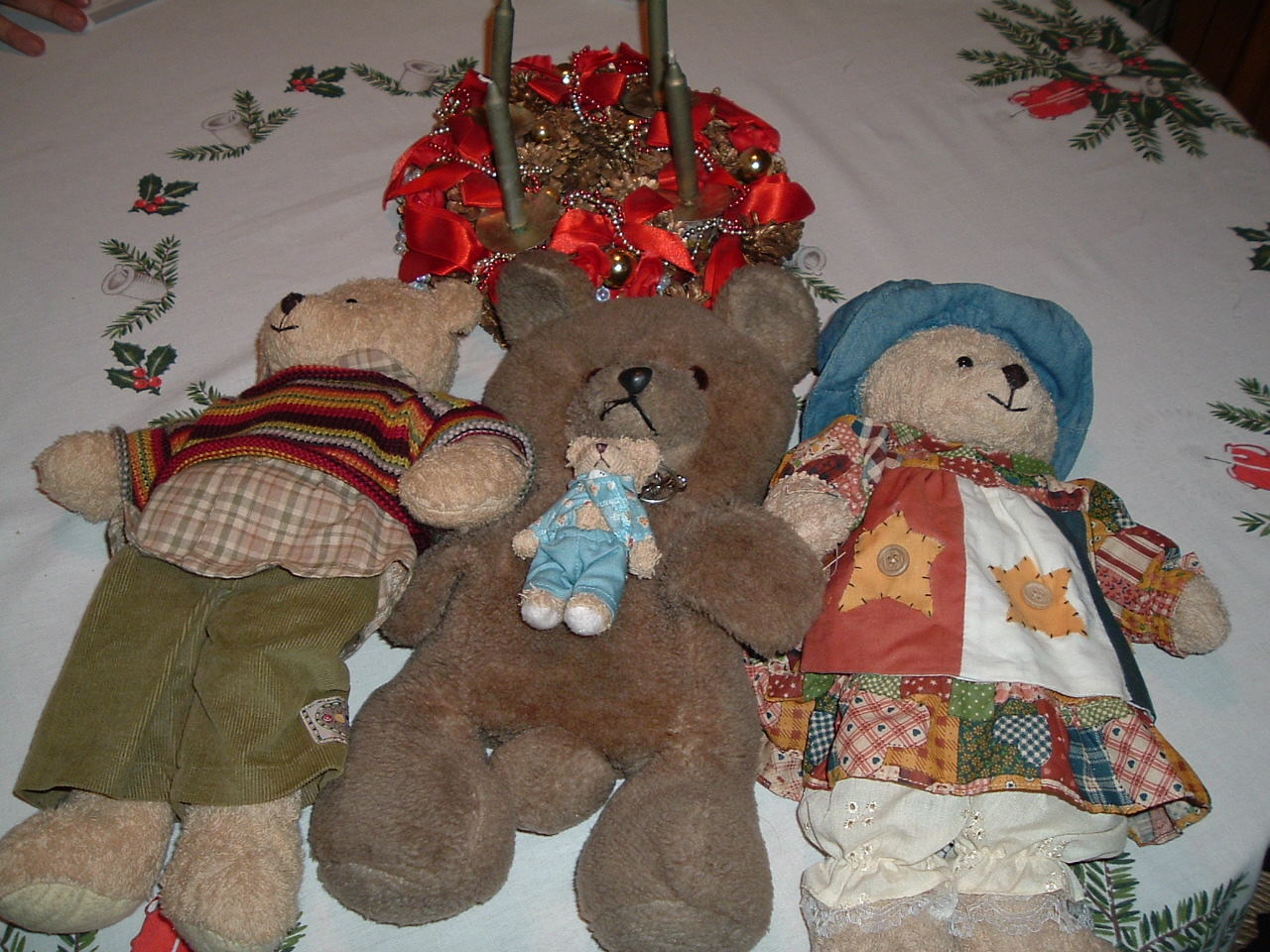
Orsacchiotti anni '90

Nel mondo moderno, il concetto di giocattolo ha subito una serie di mutamenti, come la produzione industriale in serie, l'uso di tecnologie e metodologie di progetto sofisticate, la nascita di regolamentazioni specifiche orientate alla sicurezza (es. EN 71), l'applicazione di copyright, e così via.
In questo nuovo contesto, anche i giocattoli sono soggetti a fenomeni di rapida evoluzione nel tempo e all'imporsi non infrequente di "mode" temporanee: alcuni tipi giocattoli sono stati in commercio pochi anni, altri solo pochi mesi. In questo senso, i giocattoli si possono talvolta intendere come fenomeni di costume, che riflettono, e al tempo stesso contribuiscono a definire, la cultura ed il costume di un determinato periodo storico. Alcune categorie di giocattoli, però, sembrerebbero "sempre di moda", e probabilmente fanno parte del bagaglio culturale comune alle varie popolazioni ed istintivo dell'essere umano; questo vale sia per giocattoli la cui origine si perde nella storia, come bambole e soldatini, sia per altri di origine più recente, come le "macchinine". Ma anche in questo caso è quasi sempre possibile identificare un'evoluzione, o quanto meno una storia, delle loro caratteristiche specifiche (per esempio nella scelta dei materiali). Per esempio, se lo yo-yo risale all'antichità, gli yo-yo luminosi divennero un fenomeno molto popolare a cavallo fra gli anni settanta e ottanta, supportati dallo sviluppo tecnologico.
Un altro fenomeno moderno associato al ruolo dei giocattoli sul mercato (anche globale) è la loro commercializzazione come gadget, per esempio associati a particolari film (ad esempio le produzioni Disney o kolossal amati dai bambini e dai ragazzi, come Guerre stellari).

## Lo sviluppo del bambino

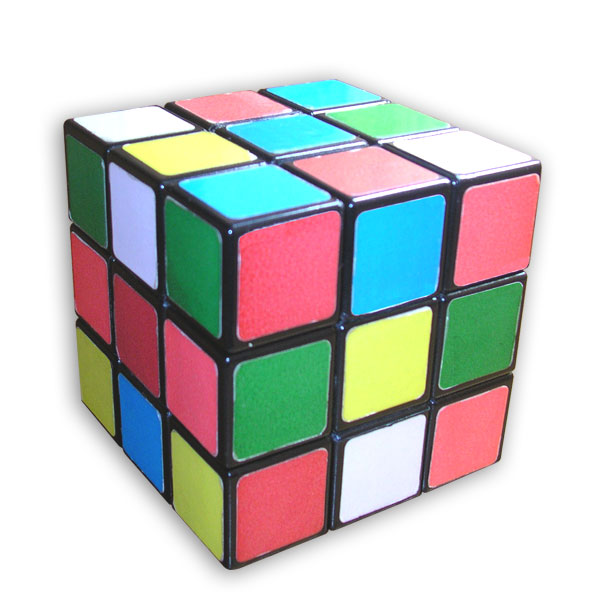
Cubo di Rubik

Spesso i giocattoli servono a un doppio scopo. Oltre all'intrattenimento, servono anche per aumentare le capacità cognitive e per stimolare la creatività. I giocattoli per neonati includono quelli con suoni distinguibili, colori brillanti, e coinvolgono il senso del tatto. Durante questo periodo, i neonati cominciano a riconoscere le forme e i colori; attraverso l'uso ripetitivo, il bambino prende familiarità con gli oggetti, rinforzando la memoria. La coordinazione e altre abilità manuali si sviluppano dalle seguenti attività infantili di interazione con i giocattoli. Biglie, e blocchi staccabili richiedono l'uso delle mani e del corpo. L'agilità mentale, che comincia nell'infanzia, viene messa alla prova da puzzle giocattolo di relazioni spaziali. Play-Doh, Silly Putty e altri giocattoli modellabili permettono al bambino di creare i propri giochi. I giochi educativi per bambini più grandi contengono spesso puzzle, tecniche per la soluzione dei problemi, o proposizioni matematiche. Un gioco popolare per questo gruppo di età fu il Cubo di Rubik. Divenuto popolare negli anni '80, la soluzione del cubo richiede abilità di pianificazione e risoluzione dei problemi.

## Sicurezza
In Europa, la progettazione dei giocattoli deve seguire specifiche e rigide norme di sicurezza: la legge europea di riferimento è la EN 71.
In Italia, il testo di legge viene tradotto e distribuito dall'UNI (Ente nazionale italiano di unificazione).

## Giocattoli scoperti casualmente
Dopo aver cercato un sostituto per la gomma sintetica, Earl Warrick inventò casualmente il "nutty putty" durante la Seconda guerra mondiale. In seguito, Peter Hodgson vi scorse le potenzialità per farne un gioco per bambini e lo pubblicizzò come Silly Putty. Similmente, Play-Doh fu originariamente creato come un materiale per la pulizia della carta da parati. Nel 1943 Richard James stava facendo esperimenti sulla Bilancia di torsione nell'ambito delle sue ricerche in campo militare quando ne vide una cadere per terra: fu incuriosito dal modo in cui la molla si ribaltava in continuazione sul pavimento. Dedicò quindi due anni a perfezionare il progetto cercando di definire la giusta quantità di acciaio. Con il nome di Slinky, la sua invenzione entrò in commercio come un giocattolo per entrambi i sessi in tutti i negozi degli Stati Uniti.

## Esempi
Questa lista non intende essere esaustiva. Per l'elenco completo degli articoli dedicati ai giocattoli vedere la categoria Giocattoli.
- Giocattoli da collezione
  - Giocattoli di latta
    - Made in China
- Giocattoli da costruzione
  - blocks
  - Erector Set
  - Gami, Plastic Origami
  - Jovo
  - K'NEX
  - Kenner
  - LEGO
  - Lincoln Logs
  - Märklin
  - Meccano
  - Mega Bloks
  - Stickle bricks
  - Tinkertoy
  - Zome
- Personaggi/figure
  - Bambole
  - Barbie
  - Big Jim
  - Exogini
  - Raggedy Ann
  - Personaggi d'azione/Action figures
    - Action man
    - Masters of the Universe
    - Micronauti

  - Playmobil
  - Animali domestici elettronici
  - Jumping Jack
  - Soldatini
  - Transformers
  - Animali imbalsamati
    - Pound Puppies
    - Teddy bear
    - Sock monkey
- Giocattoli da disegno
  - Penna rivelatrice
  - Spirograph
  - Stampini
- Giocattoli educativi
  - Ant Farm
  - qfix robot kits
  - Sapientino
- Giocattoli meccanici
  - Cotton reel tank
  - Jack-in-the-box
  - Magic trick
  - Newton's cradle
  - Easy Bake Oven
- Puzzle meccanico
  - Cubo di Rubik
- Oggetti in miniatura
  - Pianoforte giocattolo
  - Armi giocattolo
- Modellistica
  - Automobili giocattolo
  - Trenino giocattolo
    - Ferrovia da tappeto
- Collezione di modellini
  - Matchbox cars
- Scientifici e ottici
  - Caleidoscopio
  - View-master
  - Spinning top
  - Zoetrope
- attività fisica e giochi di abilità
  - Bungee Ball
  - Frisbee (Anni 1950)
  - Hula hoop (Anni 1950)
  - Biglie
  - Pogo stick
  - Soap-box cart
  - Footbag
  - Diabolo
  - Yo-yo (Anni 1930 in poi)

### Materiali
- Nerf

## Musei del giocattolo
- Museo del giocattolo di legno della Val Gardena
- Museo del giocattolo del Suor Orsola Benincasa di Napoli
- Museo del Giocattolo di Casa Rognoni Salvaneschi di Novara
- Museo del Giocattolo di Catania
- Museo del Giocattolo di Padova
- Museo del Giocattolo di Zagarolo (Roma)
- Museo dei giocattoli e dei modellini di Brighton
- Museo del giocattolo e degli automi di Verdù (Barcellona)
- Museo del giocattolo di Andria (BT)